# 達嘉·齊奧波
達嘉·齊奧波（Daga Ziober；1994年9月16日—），波蘭超級名模。她是高級時裝品牌Akris、Red Valentino的代言人。達嘉上過Elle、Vogue Japan及i-D等雜誌封面或內頁，也有參與Louis Vuitton、Chanel、Yves Saint Laurent等著名時裝及奢侈品的時裝展。
她於15歲投身模特兒界。